# Rousměrov
Rousměrov (německy Rausmierau) je obec v okrese Žďár nad Sázavou v Kraji Vysočina. Žije zde 112 obyvatel.

## Název
Jméno vesnice zprvu znělo Rúsmirov a bylo odvozeno od osobního jména Rúsmir (nejasného původu). Význam místního jména byl "Rúsmirův majetek". U jmen tohoto typu se často zaměňovaly přípony -mir a -měr, proto písemné prameny zachycují kolísání i ve jménu Rousměrova. Zakončení -měrov převládlo na přelomu 19. a 20. století.

## Historie
První písemná zmínka o obci pochází z roku 1407 (Rusmirow).

## Obyvatelstvo
| Rok            | 1869 | 1880 | 1890 | 1900 | 1910 | 1921 | 1930 | 1950 | 1961 | 1970 | 1980 | 1991 | 2001 | 2011 | 2021 |
| -------------- | ---- | ---- | ---- | ---- | ---- | ---- | ---- | ---- | ---- | ---- | ---- | ---- | ---- | ---- | ---- |
| Počet obyvatel | 238  | 235  | 207  | 219  | 199  | 174  | 179  | 157  | 175  | 165  | 161  | 146  | 114  | 111  | 108  |
| Počet domů     | 40   | 37   | 38   | 34   | 38   | 34   | 36   | 43   | 38   | 36   | 38   | 44   | 52   | 55   | 47   |

## Obecní správa
Mezi lety 1850–1886 Rousměrov patřil jako osada obce k Horním Borům v okrese Velké Meziříčí. Od roku 1887 je obcí v okrese Velké Meziříčí (1887–1950) a později v okrese Žďár nad Sázavou.

### Části obce
- Rousměrov
- Laštovičky

### Politika
V letech 2006–2010 působila jako starostka Irena Kudílková, od roku 2010 tuto funkci vykonává Marie Slabá.

### Obecní symboly
Znak a původní vlajka byly obci uděleny rozhodnutím předsedy Poslanecké sněmovny Parlamentu České republiky dne 14. března 2002. Druhá vlajka získala rozhodnutím předsedy PSP ČR dne 21. června 2018.

Vlajka obce Rousměrov (2002–2018) Poměr stran: 2:3

## Doprava
Rousměrovem prochází silnice I/37. Okrajem katastrálního území prochází od roku 1953 železniční trať Brno – Havlíčkův Brod, na které je v části Laštovičky zřízena stejnojmenná zastávka.

## Pamětihodnosti

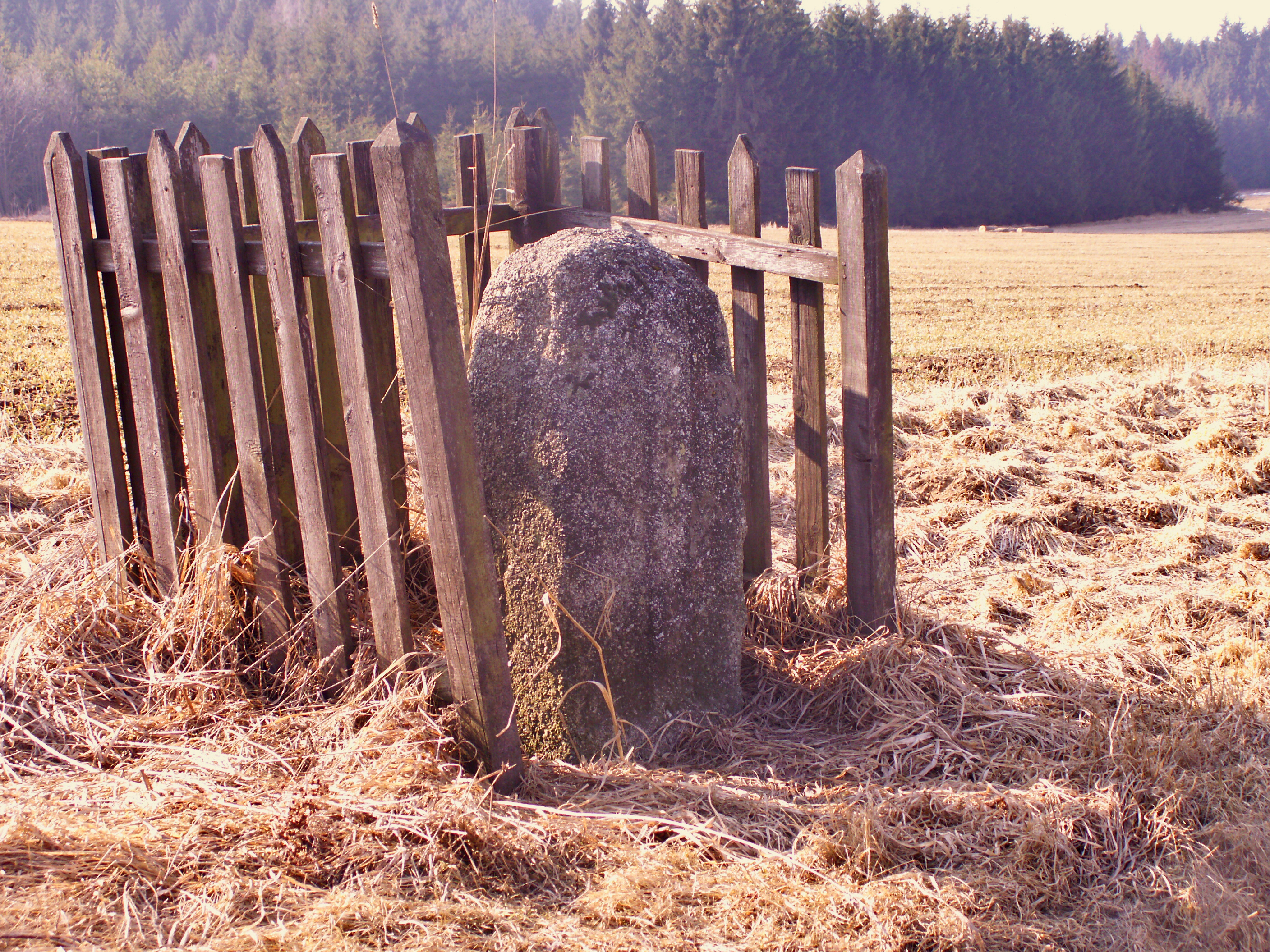
Smírčí kámen při silnici do Laštoviček

- Smírčí kameny – u silnice do Laštoviček a do Bohdalce